# TE33A
TE33A (ТЭ33А) là một loại đầu máy diesel được sản xuất bởi GE Transportation Systems với khổ ray 1,520 mm. Đây là một sản phẩm trong số các sản phẩm thuộc GE Evolution Series, được GE đặt mã là ES44ACi.
Sau khi bàn giao 10 đầu máy ban đầu từ nhà máy của GE tại Erie, Pennsylvania, Hoa Kỳ, đầu máy TE33A được lắp ráp trong nước theo bộ thân vỏ bởi công ty con JSC Lokomotiv thuộc Kazakhstan Temir Zholy tại một nhà máy mới ở Nur-Sultan do Tổng thống Nursultan Nazarbayev khánh thành vào ngày 3 tháng 7 năm 2009.

## Thông số
TE33A được thiết kế để chạy trên khổ ray 1,520 mm loại của Nga, đặc biệt là để thay thế cho 2 đầu máy TE10. Tiêu chuẩn GOST và Tiêu chuẩn An toàn của Nga đã được áp dụng trong quá trình phát triển đầu máy và đầu máy này được thiết kế để sử dụng loại nhiên liệu tiêu chuẩn GOST và dầu nhờn.
Đầu máy có hai cabin và là một trong những đầu máy điện diesel đầu tiên có động cơ kéo điện xoay chiều vận hành ở Cộng đồng các quốc gia độc lập (sau loại đầu máy 2TE25A sản xuất bởi Bryansk Engineering Works và Transmashholding của Nga).
TE33A được UIC chứng nhận đáp ứng các tiêu chuẩn khí thải EU IIIa và giảm khoảng 75% lượng khí thải dạng hạt và lượng khí thải NOx xuống còn 35% mỗi kilowatt/ giờ khi so sánh với đầu máy 2TE10.

## Các nhà khai thác

### Kazakhstan

#### Đầu máy kéo tàu hàng

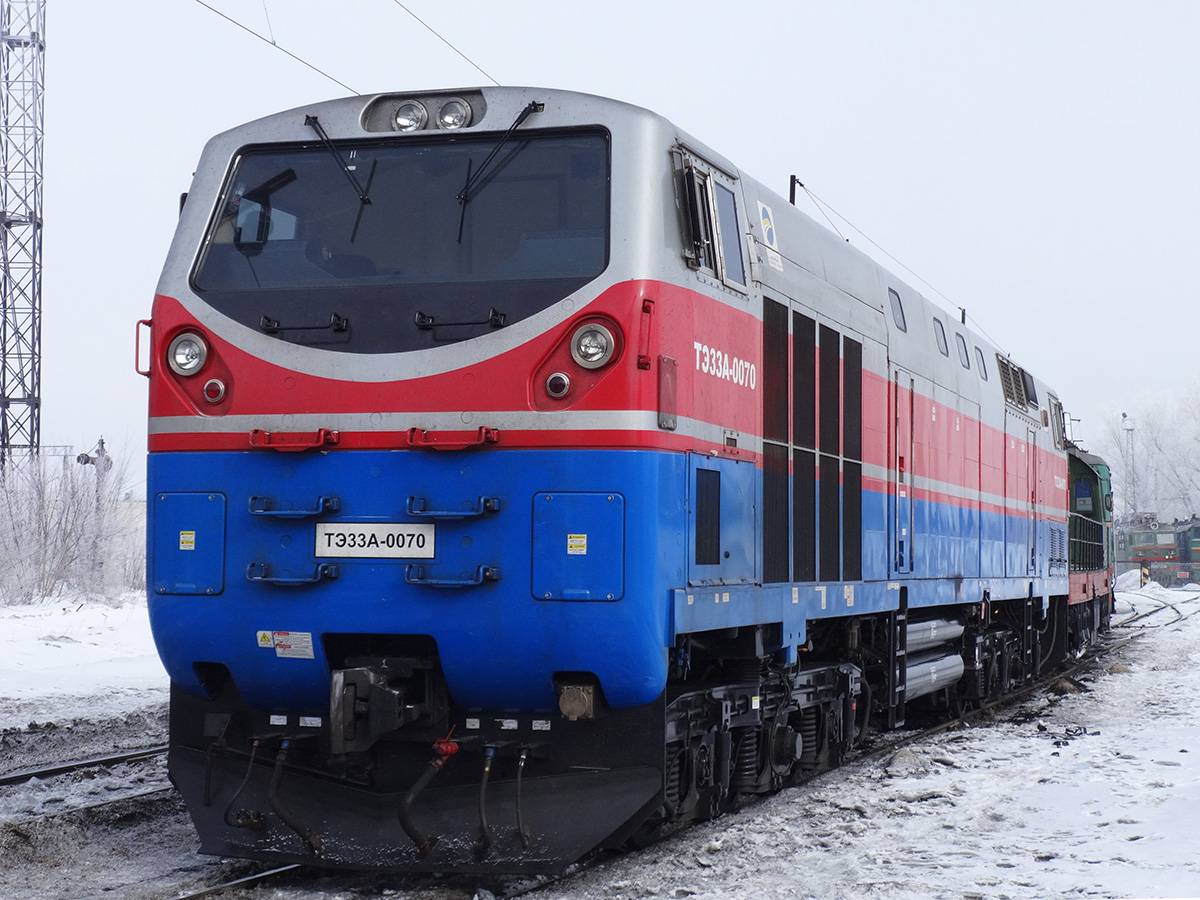
Đầu máy TE33A-0070 ở đường sắt Kazakhstan

Vào tháng 9 năm 2006, Kazakhstan Temir Zholy đã đặt 650 triệu đô la Mỹ để mua 310 đầu máy. 10 chiếc đầu tiên được chế tạo tại nhà máy ở Erie, Pennsylvania của GE trong khi 300 chiếc còn lại được lắp ráp tại Nur-Sultan.

#### Đầu máy kéo tàu khách
Tại InnoTrans vào ngày 19 tháng 9 năm 2012, KTZ đã đặt 110 đầu máy và được bàn giao vào năm 2014 để kéo các đoàn tàu khách. Nó có tốc độ tối đa cao hơn là 160 km/h.

### Estonia
Vào năm 2010, Vopak EOS, chủ sở hữu của Công ty Dịch vụ Đường sắt Estonia đã bắt đầu thương lượng để mua đầu máy TE33A. Một đầu máy TE33A đã được chuyển đến Estonia vào tháng 12 năm 2011 để kiểm tra trong vòng năm tháng. Vào ngày 22 tháng 5 năm 2013, Vopak EOS đã ký một hợp đồng để mua 15 đầu máy. Vào năm 2015, đơn đặt hàng đã được thông báo hủy bỏ.

### Kyrgyzstan

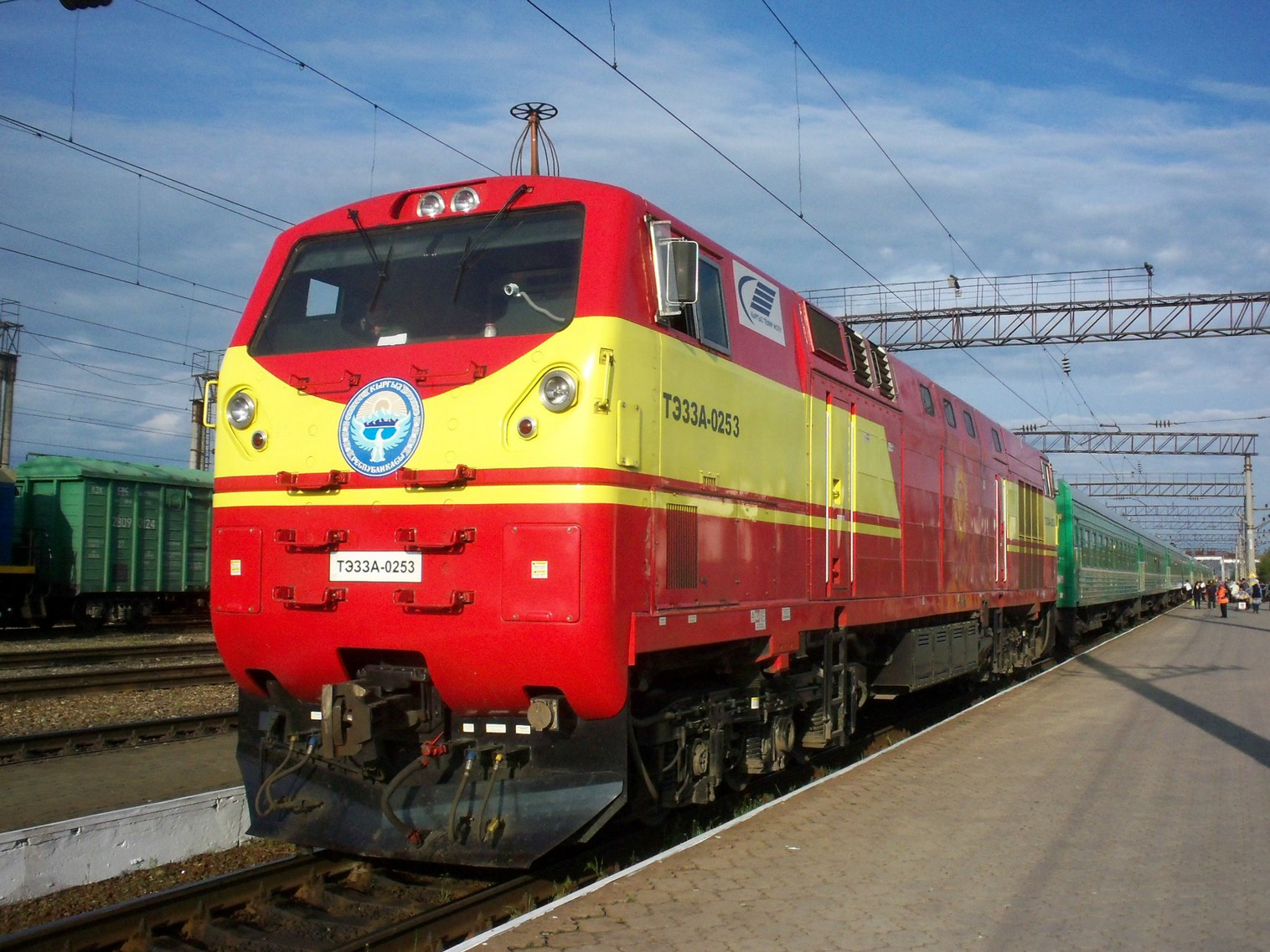
Đầu máy TE33A-0253 của Công ty Đường sắt Kyrgyzstan tại một nhà ga vào tháng 4 năm 2016

Vào ngày 3 tháng 7 năm 2012, Công ty Đường sắt Kyrgyzstan đã đặt năm đầu máy TE33A.

### Moldova
Vào tháng 11 năm 2018, nhà vận hành đường sắt của Moldova là Calea Ferată din Moldova đã đặt 12 đầu máy TE33A để bàn giao vào năm 2020, với các bộ phận chính được chế tạo tại Hoa Kỳ và lắp ráp công đoạn cuối cùng tại Moldova.

### Mông Cổ
Năm 2009, một chiếc đầu máy TE33A do Hoa Kỳ chế tạo đã được cung cấp cho Công ty Đường sắt Ulaanbaatar. Các đầu máy còn lại hiện đang được chờ để bàn giao.

### Nga
Các cuộc thảo luận cũng đã được tổ chức để cung cấp cho Eurosib 50 đầu máy cũng như là Đường sắt Yakutian.

### Tajikistan

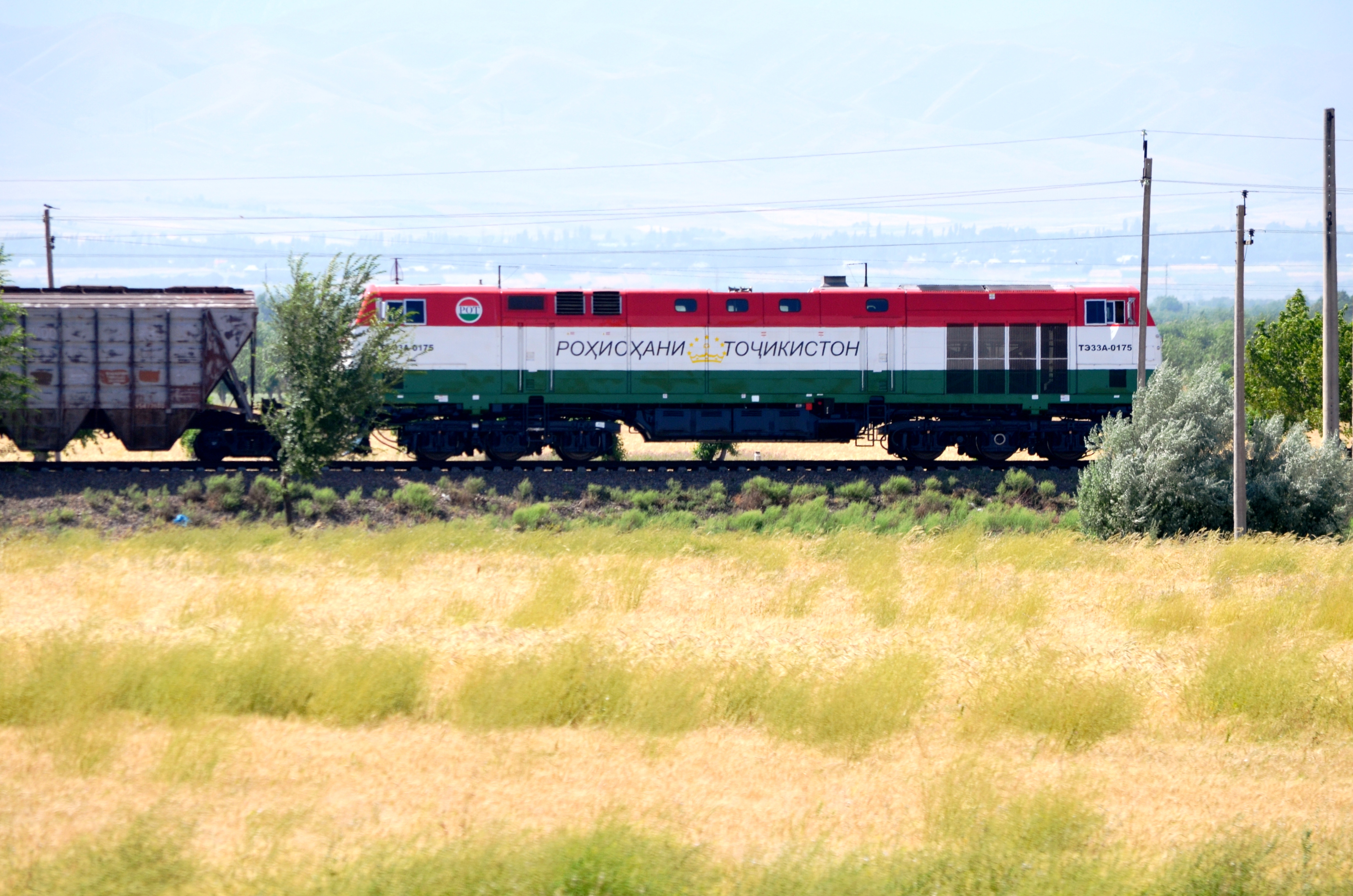
Đầu máy TE33A-0113 kéo tàu hàng trên đường sắt Tajikistan

Vào tháng 11 năm 2011, đường sắt Tajikistan đã đặt 6 đầu máy và đã được bàn giao vào đầu năm 2012. Đây là những đầu máy đầu tiên được xuất khẩu từ nhà máy Astana Nur Sultan.

### Ukraina

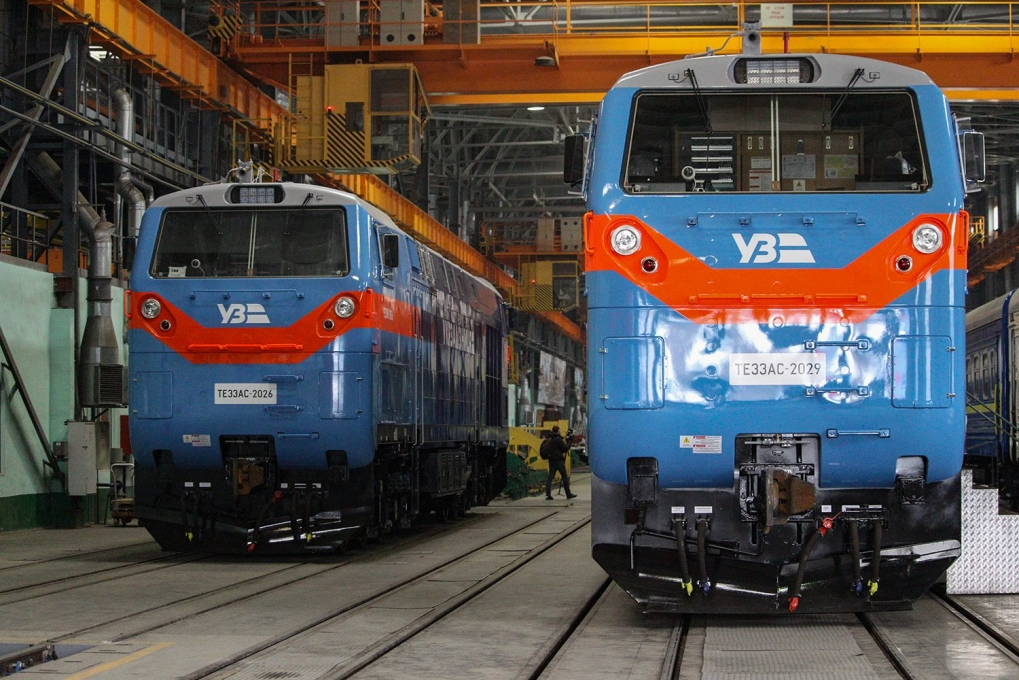
Hai chiếc đầu máy TE33A ở Ukraina

Vào tháng 5 năm 2013, nhà cung cấp xi măng và vật liệu xây dựng, Công ty Cổ phần Ivano-Frankivskđã đặt một đầu máy TE33A và nó được bàn giao vào tháng 10 năm 2013. Vào tháng 2 năm 2018, Công ty Đường sắt Ukraine đã đặt 30 đầu máy TE33A để bàn giao từ Hoa Kỳ trong vòng hai năm và họ đặt các bộ phận để lắp ráp thêm 195 đầu máy ở Ukraina trong thập kỷ tiếp theo.  Vào tháng 9 năm 2018 (lô đặt hàng vào tháng 2 năm 2018) đã được đưa đến Ukraina.

### Turkmenistan
Năm 2014, Turkmenistan đã đặt mua một đầu máy TE33A. Nó đã được sử dụng trong lễ khánh thành tuyến đường sắt Kazakhstan-Turkmenistan-Iran.

### Azerbaijan
Vào ngày 3 tháng 8 năm 2015 Công ty Đường sắt Azerbaijan đã tiếp nhận đầu máy TE33A-0287, chiếc đầu tiên trong tổng số 10 đầu máy TE33A đang được thuê từ công ty cho thuê DBK của Ngân hàng Phát triển Kazakhstan.